# Аргіра (міфологія)
Аргі́ра (дав.-гр. Ἀργυρᾶ; рідше Аргура) — персонаж давньогрецької міфології, наяда.
Вона була наядою в колодязі в Ахейї, вона закохалася в ахейського юнака Селемна, який був пастухом. Коли Селемн змужнів, Аргіра розлюбила його, і він помер від туги, після чого Афродіта перетворила його на річку. За легендою давніх греків кинутий коханець, купаючись у її водах, забував про свій біль.  
На честь Аргіри було названо село у Греції.